# 加利恩龍屬
加利恩龙属（属名：Galleonosaurus，意为“加利恩帆船的蜥蜴”，因为其上颚骨外形类似一只向上翻的加利恩帆船）是澳大利亚维多利亚州吉普斯兰地区旺萨吉组的一属基础鸟脚类恐龙，模式种与唯一种是多里斯加利恩龙（Galleonosaurus dorisae）。

## 发现与命名
加利恩龙由马修·C·赫恩（Matthew C. Herne）、杰伊·P·奈尔（Jay P. Nair）、阿利斯特·R·埃文斯（Alistair R. Evans）和艾伦·M·泰特（Alan M. Tait）叙述于2019年。
正模标本为NMV P229196，是一个完整的左上颌骨以及部分齿列。分配至该属的其他标本包括NMV P212845，部分缺少齿列的左上颌骨；NMV P208178，部分具有齿列的左上颌骨；NMV P208113，一个磨损的右上颌齿；NMV P208523，磨损的左上颌齿；NMV P209977，部分左上颌骨，缺乏齿列；以及NMV P186440，左上颌骨后部、左腭和左泪骨的碎片。所有标本都是从平岩地（Flat Rocks locality）采集的。
属名取自galleon（一种大型帆船）和saurus（新拉丁语单词，源于希腊语中的sauros，意为蜥蜴），指上颌骨的外观形如加利恩帆船向上翻的船体。种名dorisae表彰多里斯·西格斯·维利尔斯（Doris Seegets-Villiers）在平岩化石脊椎动物地（Flat Rocks fossil vertebrate locality）所做的地质、孢粉学和录音学工作。

## 叙述
加利恩龙是一种小型非禽龙类鸟脚亚目。其特点是：上颌升支（ascending ramus of maxilla）在前缘上有两个与神经血管束（neurovascular tract）相通的槽状孔；神经血管束在两个上颌前内侧孔（anteroventral maxillary foramina）中分叉；上颌齿根舌缘（lingual margin of maxillary tooth roots）在齿列中部于各自末端弯曲成S形；上颌骨的后三分之一部分（但不是全部）在一个突然弯曲处后方向外侧偏转；腭外侧支（palatine lateral ramus）外端形成斧头状的翼缘。